# Броуди, Джон (футболист, 1862)
Джон Брант Бро́уди (англ. John Brant Brodie; 30 августа 1862 — 16 февраля 1925) — английский футболист, хавбек. Выступал за футбольный «Вулверхэмптон Уондерерс», а также за национальную сборную Англии.

## Биография
Уроженец Уитика (Вулвергемптон), Броуди окончил школу «Сент-Люкс» в Блэкенхолле, выступая за школьную футбольную команду. В 1877 году был образован футбольный клуб «Вулверхэмптон Уондерерс», за который Броуди играл с самого его основания. 27 октября 1883 году он сыграл в первом матче «волков» в Кубке Англии, забив два гола в ворота «Лонг Итон Рейнджерс» в первом раунде турнира. 20 октября 1888 года дебютировал за «Вулверхэмптон Уондерерс» в Футбольной лиге в матче против «Блэкберн Роверс», отметившись забитым мячом. Всего в сезоне 1888/89 он провёл за «волков» 18 матчей и забил 11 голов в Футбольной лиге; ещё 4 матча он провёл в Кубке Англии, в том числе финальную игру против «Престон Норт Энд». В финале Кубка Англии он был капитаном «Вулверхэмптон Уондерерс», который проиграл клубу «Престон Норт Энд» со счётом 0:3.
2 марта 1889 года Броуди дебютировал за национальную сборную Англии, забив гол в матче Домашнего чемпионата против сборной Ирландии на стадионе «Энфилд»; англичане одержали в той игре победу со счётом 6:1. 13 апреля 1889 года провёл свой второй матч за национальную сборную, выйдя на позиции центрфорварда в игре против Шотландии, который завершился поражением Англии со счётом 2:3. Первый гол англичан, забитый на 15-й минуте, согласно разным отчётам, был забит либо Джоном Броуди, либо Билли Бассеттом.
7 марта 1891 года провёл свой третий (и последний) матч за сборную Англии: это была игра против сборной Ирландии на стадионе «Молинью» в Вулвергемптоне; игра завершилась победой Англии со счётом 6:1. В ней Броуди сыграл на позиции левого хавбека.
В 1891 году завершил карьеру игрока из-за травмы колена. В 1892 году начал работать футбольным судьёй. Также работал директором колледжа «Сент-Питерс» в Солтли, а затем директором школы «Вудфилд» в Вулвергемптоне. В июне 1913 года стал одним из директоров «Вулверхэмптон Уондерерс».

## Достижения
«Вулверхэмптон Уондерерс»
- Обладатель Кубка Рекин: 1884
- Обладатель Большого кубка Стаффордшира: 1887/88
- Финалист Кубка Англии: 1888/89

Сборная Англии
- Победитель Домашнего чемпионата Великобритании: 1891